# Invarianza galileana

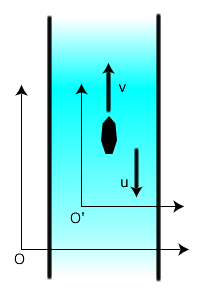
Composición de la velocidad

Se denomina invariancia galileana, también denominada relatividad de Galileo, al hecho derivado del principio de relatividad, según el cual, las leyes fundamentales de la física son las mismas en todos los sistemas de referencia inerciales. Es el estudio del movimiento de una partícula condicionado a un sistema de referencia arbitrariamente escogido. De este modo, se establece que la percepción y la medida de las magnitudes físicas varían en función al sistema de referencia escogido. Por ejemplo: no es lo mismo observar la caída de una manzana que está moviéndose en un tren si lo vemos desde fuera del tren (la manzana hace una parábola) o desde dentro (la manzana cae en vertical).
Esta dependencia de la percepción del movimiento según el sistema de referencia escogido es lo que se conoce como relatividad clásica. Fue descrita por Galileo Galilei en el ejemplo para los fenómenos mecánicos del barco navegando a una velocidad constante en un mar calmado y que aparece en sus Diálogos sobre los dos máximos sistemas del mundo en el siglo XVII:

Encerrados con un amigo en la cabina principal bajo la cubierta de un barco grande, y llevad con vosotros moscas, mariposas, y otros pequeños animales voladores ... colgar una botella que se vacíe gota a gota en un amplio recipiente colocado por debajo de la misma ... haced que el barco vaya con la velocidad que queráis, siempre que el movimiento sea uniforme y no haya fluctuaciones en un sentido u otro. ... Las gotas caerán ... en el recipiente inferior sin desviarse a la popa, aunque el barco haya avanzado mientras las gotas están en el aire... las mariposas y las moscas seguirán su vuelo por igual hacia cada lado, y no sucederá que se concentren en la popa, como si cansaran de seguir el curso del barco...
Galileo Galilei

Por tanto alguien haciendo experimentos debajo de la cubierta no podrá diferenciar si el barco se está moviendo o si está en reposo.
El término invariancia galileana usualmente se refiere a este principio aplicado a la mecánica newtoniana, en la cual las longitudes y tiempos no son afectados por el cambio en la velocidad, lo cual es descrito matemáticamente por una transformación galileana. Su famosa frase: Eppur si muove ("Y sin embargo se mueve") es el resumen de la mentalidad de la época ante un hecho actualmente reconocido. La Tierra se mueve alrededor del Sol, si bien sus habitantes no percibimos que esta alcanza velocidades de hasta 106.000 km/h pues nosotros mismos nos movemos a esa velocidad. Véase Traslación de la Tierra.
Esta teoría de la invarianza galileana se conoce también como relatividad clásica y es el primer paso hacia la realidad física más general que se conoce como teoría de la relatividad especial desarrollado por Albert Einstein en 1905.

## Formulación
En concreto, el término invariancia galileana hoy en día se refiere a este principio aplicado a la mecánica newtoniana, es decir, las leyes de Newton se mantienen en todos los sistemas inerciales. En este contexto, a veces esto es llamado la relatividad newtoniana.
Entre los axiomas de la teoría de Newton encontramos:
1. Existe un espacio absoluto, en el que las leyes de Newton son ciertas. Un sistema de referencia inercial es un marco de referencia en movimiento uniforme en relación con el espacio absoluto.
2. Todos los sistemas inerciales comparten un tiempo universal.
La relatividad galileana puede demostrarse de la siguiente manera. Considere dos marcos inerciales S y S '. Un evento físico en S tendrá las coordenadas de posición r = (x, y, z) y el tiempo t, de manera similar a S '. Por el segundo axioma anterior, se puede sincronizar el reloj en los dos marcos y asumir t = t '. Supongamos que S ' esta en movimiento relativo uniforme a S con velocidad V. Considere un punto cuya posición está dada por r = r (t) en S. Vemos que:

{\displaystyle \mathbf {r} '(t)=\mathbf {r} (t)-\mathbf {V} t}

La velocidad de la partícula está dada por la derivada de la posición:

{\displaystyle \mathbf {v} '(t)={\frac {d\mathbf {r} '(t)}{dt}}={\frac {d\mathbf {r} (t)}{dt}}-\mathbf {V} =\mathbf {v} (t)-\mathbf {V} }

Otra diferenciación da la aceleración en los dos marcos:

{\displaystyle \mathbf {a} '(t)={\frac {d\mathbf {v} '(t)}{dt}}={\frac {d\mathbf {v} (t)}{dt}}-0=\mathbf {a} (t)}

Este es el resultado simple pero fundamental que implica la relatividad de Galileo. Suponiendo que la masa no varía en ninguno de los sistemas inerciales, la ecuación de arriba muestra las leyes de Newton de la mecánica, si es válido en un marco, debe tener para todos los marcos. Pero se supone que se mantiene en el espacio absoluto, por lo tanto sostiene la relatividad de Galileo.

### La teoría de Newton versus la relatividad especial
Se puede hacer una comparación entre la relatividad newtoniana y la relatividad especial.
Algunos de los supuestos y las propiedades de la teoría de Newton son las siguientes:
La existencia de sistemas de referencia inerciales infinitos. Cada imagen tiene un tamaño infinito (cubre todo el universo). Cualquiera de los dos cuadros se encuentran en movimiento relativo uniforme. (La naturaleza de la mecánica relativista, derivados de arriba muestra que el supuesto espacio absoluto no es necesario.)
Los sistemas de referencia inerciales se mueven en todo el movimiento relativo uniforme posible. Hay una forma universal o absoluta, el tiempo. Dos sistemas de referencia inerciales están relacionadas por una transformación de Galileo. En todos los sistemas inerciales, las leyes de Newton y la gravedad se mantienen.
En comparación, los estados correspondientes de la relatividad especial son los mismos que el supuesto newtoniano:
En lugar de permitir todo el movimiento relativo uniforme, la velocidad relativa entre dos sistemas inerciales está acotado superiormente por la velocidad de la luz.
En lugar del tiempo universal, cada sistema de referencia inercial tiene su propio tiempo.
Las transformaciones de Galileo se sustituyen por las transformaciones de Lorentz.
En todos los sistemas inerciales, todas las leyes de la física son las mismas.
Tenga en cuenta que ambas teorías asumen la existencia de sistemas de referencia inerciales. En la práctica, el tamaño de las tramas en las que permanecen válidas difieren en gran medida, dependiendo de fuerzas gravitacionales.
En el contexto apropiado, un local de marco inercial de Newton, donde la teoría de Newton sigue siendo un buen modelo, se extiende hasta, aproximadamente, 107 años luz.
En la relatividad especial, se tiene en cuenta las cabinas de Einstein, cabinas que se encuentran libremente en un campo gravitatorio. Según el experimento mental de Einstein, un hombre de tal experiencia de la cabina (para una buena aproximación) sin gravedad y por lo tanto, la cabina es un sistema inercial aproximado. Sin embargo, hay que asumir que el tamaño de la cabina es suficientemente pequeña para que el campo gravitatorio sea aproximadamente paralelo en su interior. Esto puede reducir el tamaño de dichos marcos aproximados, en comparación con los marcos de la newtoniana. Por ejemplo, un satélite artificial en órbita alrededor de la Tierra puede ser visto como una cabina. Sin embargo, los instrumentos razonablemente sensibles son capaces de detectar "microgravedad" en tal situación debido a que las "líneas de fuerza" del campo gravitatorio de la Tierra convergen.
En general, la convergencia de los campos gravitacionales en el universo determina la escala en que se podría considerar este tipo (local) de referencia inerciales. Por ejemplo, una nave espacial cae en un agujero negro o estrella de neutrones (a cierta distancia) se somete a las fuerzas de manera tan fuerte que sería aplastada. En comparación, sin embargo, esas fuerzas sólo podría ser incómoda para los astronautas dentro (comprimiendo sus articulaciones, lo que hace difícil extender sus extremidades en cualquier dirección perpendicular a la campo de gravedad de la estrella). La reducción de la escala mayor, las fuerzas a esa distancia podría tener efectos casi no hay en absoluto de un ratón.Esto ilustra la idea de que todos los marcos de caída libre son localmente inercial (la aceleración de la gravedad y libre), si la escala se elige correctamente.

## Michelson y Morley
La teoría clásica de la relatividad establecía que las magnitudes físicas eran dependientes del sistema de referencia escogido pero presuponía que el tiempo era un ente absoluto e independiente del sistema de referencia escogido. Sin embargo en el siglo XX, tras el experimento de Michelson y Morley quedó demostrada la invariabilidad de la velocidad de la luz lo cual condujo al descubrimiento de la relatividad de ambos espacio y tiempo.
Esto supuso una auténtica revolución en la percepción del Universo por cuanto los físicos establecían que nuestras percepciones eran dependientes de los sistemas de referencia escogidos y aún más de la manera en que se mueven. Se empezaba a hablar de la contracción del espacio-tiempo ante la aparición de un cuerpo masivo en los entornos de un punto determinado.
Sin llegar a este punto de conmoción los descubrimientos de Galileo sobre la relatividad de las percepciones de la realidades físicas espaciales ante distintos sistemas de referencia supusieron una auténtica revolución en su época.

## Sistemas inerciales
Los sistemas inerciales tienen en mecánica clásica la propiedad de que en ellos se cumplen las leyes del movimiento de Newton. Cuando un sistema de referencia se mueve con velocidad uniforme respecto a un sistema inercial, este nuevo sistema también es inercial, ya que en él de acuerdo con la invariancia galileana también se cumplirán las leyes de Newton a veces también se le llama relatividad galileana o relatividad newtoniana. En esta invarianza el tiempo se considera absoluto, el mismo para todos los sistemas. Por tanto, en todo sistema de referencia inercial se cumple que : F = ma

## Invariancia galileana e invariancia de Lorentz
Las ecuaciones de Maxwell aplicables al electromagnetismo poseen una simetría diferente, denominada invariancia de Lorentz, en la cual el tiempo y las longitudes son afectadas por el cambio de sistema de referencia inercial. La idea central de Albert Einstein al formular la relatividad especial fue que, para una completa consistencia con el electromagnetismo, la mecánica tiene que ser revisada para que la invariancia de Lorentz reemplace a la invariancia galileana. A velocidades relativamente bajas de la vida diaria, la invariancia de Lorentz y la invariancia galileana son prácticamente idénticas, pero son muy diferentes para velocidades relativamente cercanas a la de la luz.

## Trabajo, energía cinética y cantidad de movimiento
La distancia recorrida por un objeto cuando se le aplica una fuerza, depende del sistema de referencia inercial y al trabajo realizado. Gracias a la Leyes de Newton o Ley de acción-reacción, sabemos que hay una fuerza de reacción, que funciona según el sistema de referencia inercial pero en sentido contrario. EL trabajo total realizado es independiente del sistema inercial.
Correspondientemente, la energía cinética de un objeto, e incluso el cambio de esta energía debido a un cambio en la velocidad, depende del sistema de referencia inercial. La energía cinética total de un sistema aislado, también depende del sistema de referencia inercial: es la suma de la energía cinética total de la cantidad de movimiento de su centro y la energía cinética total de la masa del objeto, si esta se concentra en el centro de masas. Gracias a la conservación de la cantidad de movimiento, este no cambia con el tiempo, por lo que lo único que cambia con el tiempo de energía cinética total, no depende del sistema de referencia inercial.
Por el contrario, mientras que la cantidad de movimiento de un objeto depende también del sistema de referencia inercial, su cambio debido a un cambio en la velocidad no lo hace.